# Arisaema roxburghii
Arisaema roxburghii är en kallaväxtart som beskrevs av Carl Sigismund Kunth. Arisaema roxburghii ingår i släktet Arisaema och familjen kallaväxter. Inga underarter finns listade.